# Kevin Bazzana
Kevin John Bazzana (Kelowna, 1963) is een Canadese muziekhistoricus en biograaf, bekend van meerdere werken over de Canadese pianist Glenn Gould. Bazzana is afgestudeerd aan de Universiteit van Victoria in British Columbia, Canada, en de Universiteit van Californië in Berkeley. Hij woont in Brentwood Bay, British Columbia.

## Literaire carrière
Kevin Bazzana heeft meerdere boeken over Glenn Gould geschreven: Glenn Gould: The Performer in the Work (1997) en Wondrous Strange: The Life and Art of Glenn Gould (2003). Wondrous Strange werd in 2004 genomineerd voor de Edna Staebler Award voor creatieve non-fictie. Ook schreef Bazzana een boek over de Hongaarse pianist Ervin Nyiregyházi genaamd: Lost Genius: The Story of a Forgotten Musical Maverick (2007). Lost Genius werd in 2008 genomineerd voor de Charles Taylor-prijs voor non-fictie.
Bazzana schreef ook de inleiding voor de Zenph Studios Re-Performance CD Bach: The Goldberg Variations van Sony BMG uit 2007.